# Lomtjärnen (Råneå socken, Norrbotten)
Lomtjärnen är en sjö i Bodens kommun i Norrbotten och ingår i Råneälvens huvudavrinningsområde. Sjöns area är 0,017 kvadratkilometer och den befinner sig 72 meter över havet.